# Anadenobolus monilicornis
Anadenobolus monilicornis är en mångfotingart som först beskrevs av Pietro Porta 1876.  Anadenobolus monilicornis ingår i släktet Anadenobolus och familjen Rhinocricidae. Inga underarter finns listade i Catalogue of Life.

## Bildgalleri

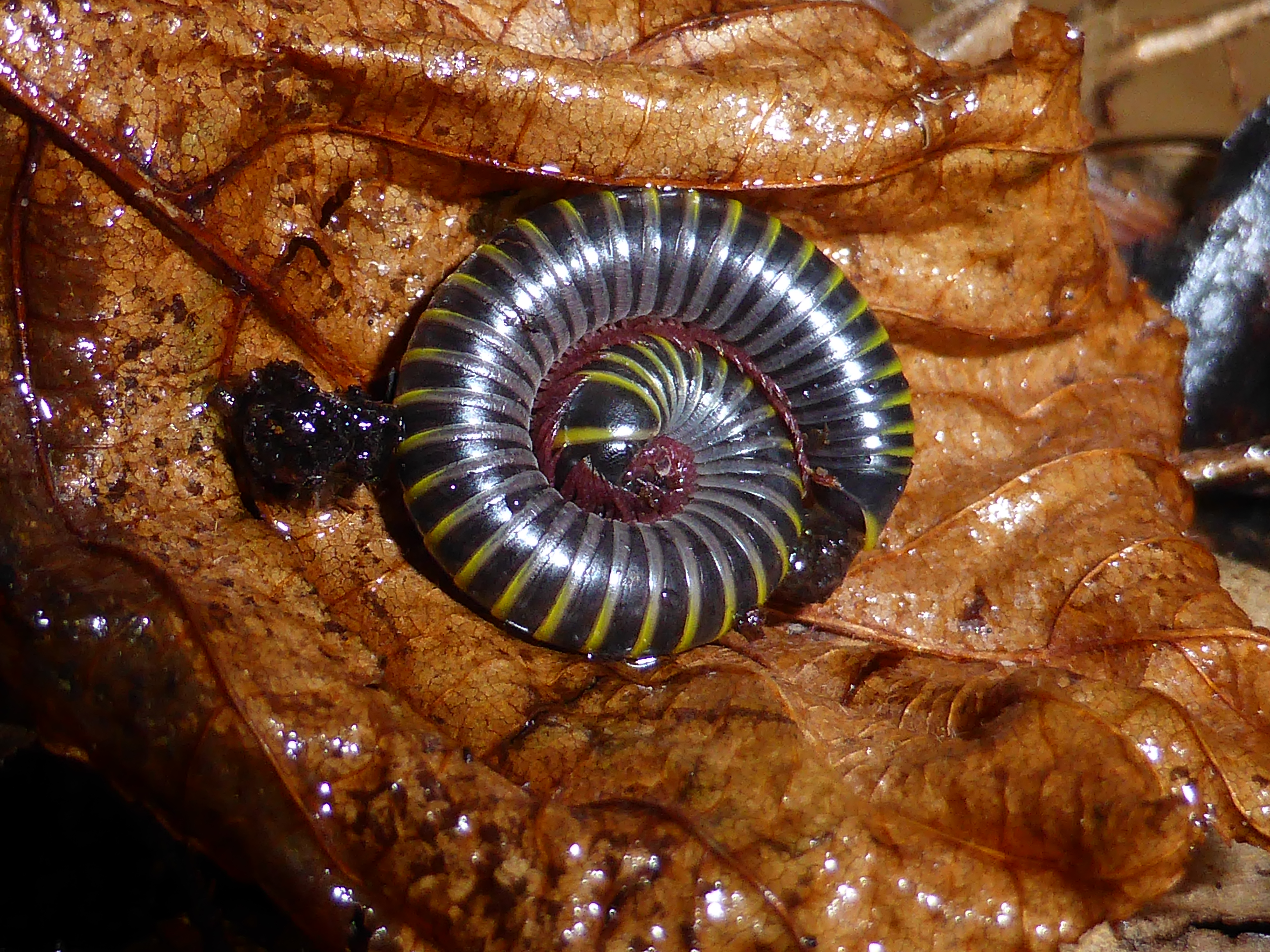